# منگان والی سروته
منگان والی سروته (انگلیسی: Mongane Wally Serote؛ زادهٔ ۱۹۴۴ (۸۰–۸۱ سال)) شاعر، نویسنده، و سیاستمدار اهل آفریقای جنوبی است.
وی همچنین برندهٔ جوایزی همچون برنامه فولبرایت شده‌است.